# Brothers in Arms: Road to Hill 30
Brothers in Arms: Road to Hill 30 é um jogo eletrônico de tiro em primeira pessoa desenvolvido pela Gearbox Software e publicado pela Ubisoft para Microsoft Windows, Xbox e PlayStation 2. É o primeiro título da série Brothers in Arms. O jogo consiste no uso de táticas de combate. Seu enredo é definido na Segunda Guerra Mundial durante a Invasão da Normandia.
O jogo foi portado para Wii em 2008 e para o sistema Mac em 2010, como parte de uma compilação intitulada Brothers in Arms: Double Time.
Brothers in Arms: Road to Hill 30 foi usado para recriar cenários em um programa especial do History Channel de 2005, intitulado Brothers in Arms: The Untold Story of the 502.

## Jogabilidade

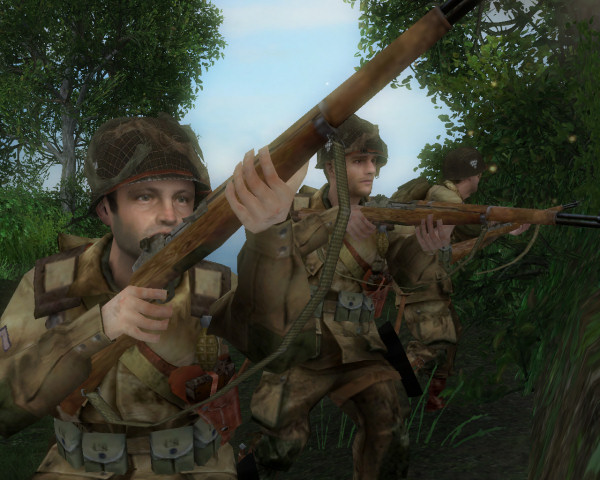
Captura de tela mostrando três personagens do jogo. Da esquerda para direita; Joseph Hartsock (modelo beta), Michael Garnett e Larry Allen. O jogador é capaz de emitir ordens estratégicas para sua equipe engajar os inimigos no campo de batalha.

Brothers in Arms: Road to Hill 30 é um jogo de tiro em primeira pessoa com elementos táticos de manobras de flanco. O HUD do jogo apresenta uma bússola com uma seta amarela que indica a localização de um objetivo, uma silhueta verde apresenta a saúde do jogador e mudará de cor dependendo do dano sofrido durante o nível, vermelho representa situação crítica. O jogo não possui sistema de regeneração ou kits médicos. Ao morrer, o jogador retornará do último checkpoint salvo. Na maioria dos níveis, o jogador está no comando de uma ou duas equipes separadas de 1 a 3 homens, com exceção de algumas seções nas quais o jogador não está no comando de nenhuma unidade. Existem dois tipos de equipes, que são fornecidos automaticamente antes de cada missão: Equipe de fogo; formada por soldados com fuzis M1 Garand e o fuzil automático Browning (B.A.R) usada para suprimir e encurralar o inimigo com fogo de supressão. Equipe de assalto; formada por soldados geralmente com a Carabina M1A1, submetralhadoras Thompson e granadas, sendo a ideal para flanquear o inimigo enquanto eles são suprimidos pela equipe de fogo do jogador. Além disso, alguns níveis fornecem ao jogador um tanque em vez de uma equipe, fornecendo aos jogadores um grande poder de fogo e cobertura móvel. O jogador pode equipar a metralhadora Browning M1919 ou Browning M2 montada no cilindro do tanque para supressão adicional. Os soldados e tanques sob comando do jogador podem sofrer danos durante a batalha e podem eventualmente serem mortos em combate ou desativados (no caso de tanques). No entanto, isso se aplica somente durante a jogabilidade e não tem efeito em relação ao andamento do enredo do jogo. Os personagens importantes para a história que forem mortos durante um nível serão restabelecidos no nível seguinte. Personagens importantes só serão mortos definitivamente dentro do enredo do jogo, geralmente durante uma cutscene. O tanque do jogador é vulnerável a tanques inimigos, soldados inimigos com lança-foguetes e posições anti-tanque. Os tanques inimigos podem ser desativados com disparos do tanque amigável do jogador, usando lança foguetes ou através de uma granada arremessada dentro do tanque inimigo danificado, caso o jogador consiga chegar perto o suficiente da traseira deste último.
Um círculo vermelho acima dos inimigos mostra quando eles estão ativos na batalha e são uma ameaça, tanto para o jogador quanto para o seu esquadrão. Quando o jogador emite uma ordem de tiro supressivo, a equipe comandada ou tanque irá abrir fogo nas posições inimigas e o círculo ficará cinza, o que significa que inimigo está suprimido ou encurralado, indicando uma oportunidade para o jogador ou esquadrão mover-se no campo de batalha para uma posição de flanco melhorada. O jogador também pode emitir uma ordem para que seus soldados aliados iniciem uma carga de ataque contra os inimigos na qual os soldados irão iniciar uma corrida em campo aberto para eliminar as posições inimigas em um ataque frontal sem cobertura, algumas vezes utilizando granadas se caso a equipe de assalto for selecionada para o ataque. Esse tipo de estratégia é arriscada, expondo cada vez mais os soldados aliados ao fogo inimigo. O comando para carga de ataque também está disponível para o tanque do jogador. Nesse caso, o tanque irá procurar o inimigo e elimina-lo com seu arsenal. Para melhores estratégias e manobras de flanco, o jogador conta com um modo de "consciência situacional" (situational awareness), que pausa o jogo e a câmera sai da primeira pessoa e foca de uma perspectiva de cima, permitindo o jogador visualizar o seu personagem e todo o campo de batalha ao seu redor. Este modo também permite o jogador visualizar a sua posição atual, a posição das tropas aliadas e inimigas, bem como visualizar o objetivo da missão.
Brothers in Arms: Road to Hill 30 é notável por seu sistema de comando intuitivo. Equipes ou tanques podem ser ordenados a se mover, lançar fogo supressor, reunir-se, encontrar cobertura e atacar o inimigo. O jogo enfatiza em vários pontos a eficácia das táticas de fogo e manobra, conhecidas como os Quatro Fs (Finding, Fix, Flank e Finish), que foram manobras realmente usadas pelos militares americanos durante a Segunda Guerra Mundial. Ela se expressa no tutorial do jogo como; "Encontrar, Suprimir, Flanquear e Eliminar", descrevendo as etapas para encontrar, suprimir, flanquear e eliminar uma unidade inimiga.
O foco no comando da equipe, em vez da pontaria individual, é enfatizado ao fornecer ao jogador uma mira imprecisa. Em vez de ter uma precisão quase perfeita com armas em jogos como Call of Duty e Medal of Honor, Brothers in Arms modela armas com precisão errática e o fogo inimigo pode interferir na mira do jogador para simular os efeitos do fogo supressor. A relativa falta de precisão é projetada para simular a dificuldade em atingir alvos em uma situação de combate e para forçar o jogador a usar membros da equipe para engajar unidades inimigas e fornecer melhores oportunidades táticas para eliminar tropas inimigas e cumprir os objetivos.

## Sinopse

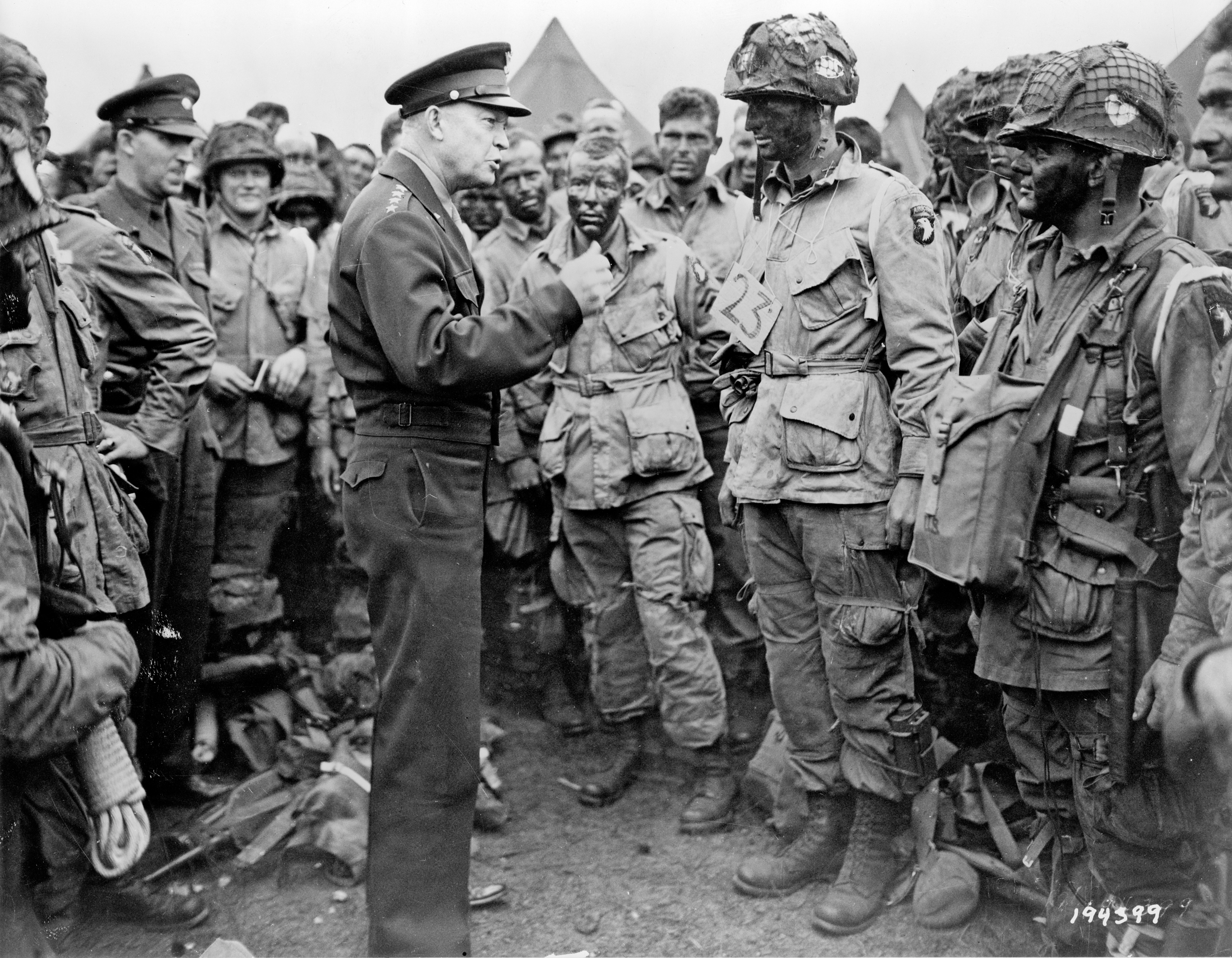
Brothers in Arms: Road to Hill 30 é ambientado em eventos reais – nas ações do 502º Regimento de Infantaria Paraquedista (502º PIR) durante a Invasão da Normandia.

### Contexto histórico
A história do jogo é ambientada durante a Invasão Aerotransportada da Normandia, sendo baseada na história real da Missão Albany atribuída a 101ª Divisão Aerotransportada, que foi lançada atrás das linhas inimigas na Normandia em 6 de junho de 1944, na noite que antecedeu os desembarques anfíbios do Dia D. O jogo é baseado nas ações reais do 502º Regimento de Infantaria Paraquedista (conhecido como "Five-Oh-Deuce"), desde a segurança da Saída 4 da Praia de Utah até a captura e a climática defesa de Carentan. O jogador controla o Sargento Matthew Baker (baseado em Harrison C. Summers), um soldado mentalmente instável que foi promovido para lidar com a responsabilidade de liderar um esquadrão de 13 homens contra sua vontade. Além disso, o jogo apresenta personagens reais como o Tenente-Coronel Robert G. Cole (recipiente póstumo da Medalha de Honra) e o Tenente Homer J. Combs.
O enredo começa com um pequeno prólogo em 13 de junho de 1944, onde Baker acorda durante o clímax da batalha pela Colina 30 com os paraquedistas mantendo suas posições esperando suporte blindado. Baker quase é morto nocauteado por um projétil disparado por um tanque, após o qual ele testemunha um segundo projétil matar o soldado operador de rádio e fica inconsciente novamente. Após isso, a história retorna oito dias antes e acompanha Baker no seu salto inicial na Normandia na noite de 6 de junho até os eventos do prólogo inicial.

### Enredo
Na madrugada de 6 de junho de 1944, o Sargento Matt Baker participa dos saltos aerotransportados da Operação Netuno (fase inicial da Operação Overlord), ocorrido horas antes dos Desembarques da Normandia. Quando seu avião é atingido por fogo antiaéreo, Baker é jogado para fora do avião e separado de seu esquadrão que também salta em desordem por toda Normandia. Após o pouso, Baker finalmente consegue se reagrupar com o Primeiro Sargento Mac Hassey, o Soldado de Primeira Classe e operador de rádio Kevin Leggett e o Tenente-Coronel Robert G. Cole. Embora fora do curso, Mac lidera Baker e Leggett na destruição de vários canhões antiaéreos Flak 38 com explosivos a nordeste de Sainte-Mère-Église, antes de seguirem para Saída 4 da Praia de Utah. Pela manhã, mais membros do esquadrão de Baker conseguiram se encontrar, incluindo o Cabo Joseph "Red" Hartsock, que Mac delega a Baker para limpar uma estrada que leva a praia. Depois de abrir caminho pelas linhas alemãs atravessando campos inundados, Baker e Hartsock se unem aos companheiros de esquadrão Larry Allen e Michael Garnett, e os quatro paraquedistas se defendem dos alemães que recuam da praia e conseguem garantir a saída de Utah para a 4ª Divisão de Infantaria que desembarca.
Com a cabeça de praia segura, Baker, Hartsock, Allen e Garnett têm a tarefa de limpar o "Objetivo XYZ", um quartel alemão improvisado que abrigava dezenas de alemães. Após isso, os quatro soldados são encarregados de limpar a cidade de Foucarville, um objetivo mais ao norte do flanco de toda a invasão. A próxima missão do esquadrão ocorre no fim do Dia D em Hiesville, que inclui detonar postes de madeira conhecidos como "aspargos de Rommel" para limpar o caminho para o pouso dos planadores. 
Depois de garantir a zona de pouso para os reforços da Infantaria de planadores, o 502º recebe a tarefa de limpar a cidade de Vierville na manhã do Dia D+1, com a ajuda de um tanque leve M5 Stuart cujo comandante é o melhor amigo de Baker, o Sargento George Risner. O esquadrão de Baker e Risner conseguem limpar a cidade, bem como repelir um contra-ataque blindado antes de embarcar no tanque para garantir uma estrada vital para Saint-Côme-du-Mont. Embora tenha conseguido romper as pesadas defesas alemãs nas sebes, o tanque de Risner é emboscado no canto de uma encruzilhada e imobilizado por um Panzerfaust. Risner morre enquanto fornece cobertura para Baker e seu esquadrão.
No amanhecer do Dia D+2, Baker se reúne com mais dois soldados de sua unidade; o cabo Sam Corrion e o soldado Michael Desola. Eles fazem um assalto a Saint-Côme-du-Mont. Mac instrui Baker a limpar um ninho de metralhadora alemã em uma casa na entrada da cidade, que tem tornado o trânsito na estrada arriscado para as tropas. Baker e seu esquadrão conseguem fazê-lo e são encarregados de retomar a cidade das forças de ocupação de Fallschirmjäger, incluindo um Panzer inimigo. No dia seguinte, Baker descobre por Leggett que Allen e Garnett morreram em combate após uma manobra de flanco para tomar uma fazenda a oeste Saint-Côme-du-Mont, fazendo com que os companheiros de Leggett o desprezem e o culpem por sua inoperância em relação ao ocorrido. A equipe de Baker então luta contra os retardatários de Vierville para destruir uma ponte ferroviária sobre o Rio Douve que poderia ser usada para transportar blindados alemães de Carentan para as praias. Com um tanque M4 Sherman em apoio, Baker consegue abrir caminho através das linhas inimigas e destrói a ponte.
Na tarde do Dia D+4, após perder um de seus homens; Johnny Rivas, Baker junta-se ao Tenente-Coronel Robert G. Cole para forçar uma passagem (Purple Heart Lane) que leva a Carentan, uma cidade importante para estabelecer uma ligação das praias de Utah e Omaha. Após atravessar as margens da calçada cercada por inundações e na mira de inúmeros atiradores alemães, Baker e seus homens enfrentam tomam uma única MG42 defendendo a região. Os homens de Baker – um por um, forçam sua passagem através de um portão belga na ponte. Os bombardeiros de mergulho Stuka, no entanto, atacam a ponte, nocauteando Baker que fica inconsciente por um dia e matando um de seus homens; o soldado Michael Desola. Assim que Baker recupera a consciência no amanhecer do dia seguinte (D+5) testemunhando uma imagem horrível do cadáver de Desola, o Tenente-Coronel Cole reúne os homens para uma carga frontal de baionetas a uma fazenda (Fazenda Ingouf) fortemente defendida com metralhadoras. Usando barragens de fumaça para se esconder das numerosas posições inimigas, os homens de Cole avançam cobrando as posições alemãs e eliminando a resistência inimiga. Após garantir a fazenda e montar um posto de comando, Cole envia Baker e seus homens para eliminar o restante dos alemães da área. Após isso, com toda a sua dúzia de homens reunida na fazenda, Baker recebe uma missão de Mac para procurar e reforçar a patrulha perdida do Tenente Homer J. Combs nas redondezas. Baker encontra e escolta Combs em segurança de volta para fazenda e seus homens repelem com sucesso um contra-ataque inimigo para retomar a área (na vida real, o Tenente Combs foi morto neste contra-ataque).
No dia seguinte, D+6, Baker e seus homens se movem para capturar Carentan, avançando pela região industrial da cidade, destruindo a blindagem alemã e fazendo um progresso constante pelas ruas, acabando por capturar uma fábrica da presença inimiga. O esquadrão de Baker organiza então uma defesa a partir da igreja Notre-Dame de Carentan, no centro da cidade. Eles perdem mais um homem – Stephan Obrieski, morto por um atirador inimigo enquanto esperavam um contra-ataque. Os alemães tentam retomar a igreja com o apoio de tanques mas sem sucesso. Depois disso, os regimentos da 101.ª Divisão Aerotransportada expandem a sua linha de defesa de Carentan, movendo-se ligeiramente para sudoeste fora do perímetro urbano, na região rural, íngreme e arborizada de Manoir de Donville. No Dia D+7, em 13 de junho, elementos da 17ª Divisão Panzer da SS lançam um massivo ataque a partir do topo da Colina 30 contra as posições defensivas americanas nas sebes abaixo, iniciando a Batalha de Bloody Gulch. Os homens de Baker abrem caminho através da infantaria alemã na retaguarda enquanto se dirigem para as principais posições defensivas americanas. A narrativa do enredo então retorna ao que foi apresentado no prólogo. Ao chegar na linha de defesa, Baker fica rapidamente inconsciente por um morteiro na batalha violenta que se segue. Legget tenta desesperadamente contatar o Quartel General no rádio para pedir suporte blindado mas não obtém sucesso. Um Panzer III avança e tenta quebrar as linhas americanas disparando um projétil que leva Baker a sofrer uma segunda concussão. Baker então testemunha a morte quase suicida de Leggett (que já vinha sofrendo com fadiga de combate e culpa após as mortes de Allen e Garnett) após perder a cabeça e clamar por um projétil do tanque inimigo que dispara, matando-o. Baker apaga novamente. Após acordar de sua última concussão, Mac envia Baker para se aventurar sozinho na retaguarda fora das linhas defensivas a fim de encontrar reforços de blindados americanos da 2ª Divisão Blindada. Baker encontra com sucesso dois tanques M4 Sherman e ajuda a expulsar os atacantes alemães da colina, salvando os paraquedistas restantes na linha defensiva abaixo.
Os paraquedistas exaustos do 502° são enviados de volta a Carentan para descanso, onde Mac os parabeniza por seus esforços. Mac anuncia a promoção de Hartsock a Sargento, nomeando-o no comando de outro esquadrão, e que um Coronel Marshall está esperando para entrevistá-los sobre suas experiências. Mac, no entanto, diz a Baker em particular que "isso não acabou" e o dá as boas-vindas ao "fim do começo", quando Carentan de repente é bombardeada e o esquadrão entra em ação mais uma vez.

## Desenvolvimento
Brothers in Arms: Road to Hill 30 usa uma versão modificada do Unreal Engine 2.0 com vários efeitos, como desfoque de movimento, cores e iluminação, filtragem anisotrópica, balística realista, som surround e amortecimento. A história por trás de Brothers in Arms se baseia nas missões reais que foram conduzidas pelo 502º Regimento de Infantaria Paraquedista da famosa 101ª Divisão Aerotransportada, quando se lançaram atrás das linhas alemãs no Dia D. Randy Pitchford, o desenvolvedor do jogo, descreveu-o como "o melhor jogo [em que ele] já trabalhou". Ele e sua equipe de desenvolvimento tentaram recriar a aparência real da Normandia de 1944 e seus edifícios, marcos, ruas e campos de batalha. Eles pesquisaram sobre os soldados reais do 502º que lutaram lá, as fotografias de reconhecimento histórico, operações e batalhas como a tomada do Objetivo XYZ, a Praia de Utah, a estrada N13 perto de Carentan (chamada de Purple Heart Lane), a própria cidade de Carentan e seus arredores e a Batalha de Bloody Gulch, apresentada no prólogo e no clímax do jogo. A pesquisa incluiu entrevistar vários veteranos e recriar as armas reais da linha do tempo do jogo.
O coronel aposentado do Exército dos Estados Unidos, John Antal, foi o consultor da equipe de desenvolvimento na criação da jogabilidade tática inovadora do jogo. Ele foi encarregado no sentido de assegurar que as acções e os comandos do jogo foram os mais precisos e autênticos possíveis, ele ensinou a equipe de desenvolvimento, tanto na sala de desenvolvimento quanto no campo sobre a tomada de decisões em combate real. A equipe de desenvolvimento pesquisou e analisou outros jogos de tiro táticos e estratégicos para criar sua própria jogabilidade exclusiva em Brothers in Arms. Eles projetaram os personagens do jogo para se comportarem como soldados treinados, que eram totalmente capazes de enfrentar o inimigo, cobrindo-se mutuamente e obtendo posições de tiro. Pitchford descreveu o desenvolvimento do jogo como "caro e demorado", e o processo de fazer o jogo exigiu vários protótipos e tentativas que custaram tempo, recursos e ideias. Essas tentativas foram feitas a fim de tornar o combate tático o mais divertido e envolvente possível, sem torná-lo parecido com outros shooters padrões do mercado. Pitchford teve problemas em fazer a história devido ao fato de que os shooters da Segunda Guerra Mundial naquele momento eram tão "roteirizados como um passeio na Disneylândia e não tão interativos" na indústria de videogames. Portanto, a equipe de desenvolvimento se certificou de que a história não fosse tão clichê e roteirizada como outras histórias da Segunda Guerra Mundial, e tornaria o jogo tão dinâmico e plausível com os jogadores realmente se preocupando com a vida de seus personagens e o combate em que estavam.

## Lançamento
O jogo foi lançado em 1 de março de 2005 para o console Xbox. As versões para Windows e PlayStation 2 foram lançadas em 15 de março. A subsidiária Ubisoft Shanghai ajudou a portar o jogo para as limitações gráficas do PS2. A versão para PlayStation 2 é graficamente inferior às versões de Xbox e Windows em parte devido ao hardware limitado do console. Brothers in Arms: Road to Hill 30 foi o primeiro jogo de propriedade independente da Gearbox Software, e Pitchford fez questão de proteger sua licença de outras editoras que quisessem comprá-lo. Pitchford deu crédito à Ubisoft por assumir o risco, dando-lhes liberdade para desenvolver o jogo como se fosse seu e ajudando-os em seu marketing.

## Recepção
Brothers in Arms: Road to Hill 30 foi um sucesso comercial, vendendo 1,7 milhões de cópias até o final de março de 2005. O lançamento para PC de Brothers in Arms recebeu um prêmio de vendas "Prata" da Entertainment and Leisure Software Publishers Association (ELSPA), indicando vendas de pelo menos 100.000 cópias no Reino Unido.
Brothers in Arms: Road to Hill 30 recebeu críticas "geralmente favoráveis", de acordo com o agregador de críticas Metacritic.
Philip Morton do Thunderbolt deu ao jogo uma nota 10/10 e chamou-o de "exatamente o que o gênero de shooters precisava." Ele elogiou a jogabilidade que descreveu como "afiada até quase a perfeição".
No entanto, a jogabilidade repetitiva do jogo recebeu feedback negativo de outros críticos. A Maxim deu às versões de consoles (Xbox e PS2) uma pontuação de 8/10 e afirmou que "Os jogadores com períodos curtos de atenção provavelmente acharão todo o gerenciamento de esquadrão tedioso, mas achamos que adiciona uma dimensão muito necessária a um gênero muito obsoleto."
Detroit Free Press deu a versão de Xbox 3 de 4 estrelas, dizendo que "poderia ter sido um jogo de quatro estrelas, se não fosse por algumas coisas que não funcionam bem. Você pode pressionar um botão para dar-lhe um visão aérea durante as missões. Mas, em vez de ajudar a avançar o enredo, a visão turbulenta e ampliada me deixou tonto. E a inteligência do inimigo está muito baixa, o que significa que eles não perseguem você com muita astúcia."
O Sydney Morning Herald, por outro lado, deu ao jogo 4 de 5 estrelas, elogiou a IA que eles descreveram como inteligente, mas criticou a jogabilidade redundante dizendo que "a maioria dos encontros são superados usando o mesmo método: colocar fogo suprimindo e flanquear."
A versão para PlayStation 2 desenvolvida pela Ubisoft Shangai recebeu críticas mistas e negativas se comparada as outras versões, devido as limitações gráficas inferiores e baixa taxa de quadros. A versão de PS2 ainda possui modelos de personagens genéricos e descaracterizados. A GameSpot afirmou sobre a versão de PS2 dizendo: "Considerando o impacto minimizado e as inconsistências na IA inimiga, jogar a versão PS2 de Brothers in Arms costuma ser muito mais frustrante e difícil do que deveria ser, especialmente quando comparado às versões Xbox e PC do jogo. As limitações gráficas na apresentação também fazem com que a história do jogo pareça muito menos cinematográfica do que o pretendido. Na verdade, a versão PS2 de Brothers in Arms parece um jogo incompleto que poderia ter usado um pouco mais de tempo na produção."

### Legado
Brothers in Arms: Road to Hill 30 e suas sequências principais, Brothers in Arms: Earned in Blood e Brothers in Arms: Hell's Highway são aclamados em muitas listas de melhores jogos ambientados na Segunda Guerra Mundial. Críticos e sites de jogos elogiaram a inovação na jogabilidade e a ambientação autêntica que Brothers in Arms trouxe para o gênero de jogos da Segunda Guerra Mundial, que já estava se tornando obsoleto e impopular naquela época. Durante seu lançamento, a GameSpot o chamou de "uma das melhores experiências de jogo da Segunda Guerra Mundial até hoje". Gamerant classificou-o em sétimo lugar na lista dos "9 melhores videogames da Segunda Guerra Mundial", afirmando que "enquanto a maioria dos shooters da Segunda Guerra Mundial tende a se concentrar em ações de protagonismo com aliados agindo apenas como típicos NPCs sem importância, Brothers in Arms trata de estratégia e táticas inteligentes, obrigando o jogador a se preocupar com a vida de seus aliados, compostos por personagens com características e personalidades próprias. A série Brothers in Arms também tem um foco maior no desenvolvimento emocional dos personagens, cada um com sua própria personalidade, história e aspirações, e que são apresentados como homens comuns que estão constantemente sofrendo com a perda de seus companheiros e com o estresse emocional causado pela guerra, o que difere da narrativa de "protagonista heróico" de outros jogos do gênero. Brothers in Arms possui uma narrativa de videogame da Segunda Guerra Mundial mais emocional e madura disponível para os jogadores experimentarem."
Como um jogo histórico, Philip Morton da Thunderbolt elogiou o jogo por capturar o período de forma mais precisa e realista do que outros jogos anteriores. Ele afirmou que outros jogos do gênero, como Call of Duty e Medal of Honor, nada mais eram do que versões de Hollywood da guerra, e descreveu Brothers in Arms em uma experiência equivalente a Band of Brothers, por ser um "retrato autêntico e emocional da guerra". Morton afirmou que foi "sem dúvida o melhor jogo da Segunda Guerra Mundial já feito". Ben Griffin da PC Gamer elogiou-o por seu retrato real da guerra, descrevendo-o como "uma grande lição de história, ultrapassando sem esforço a linha entre o autêntico e o agradável".

## Documentário
Brothers in Arms: Road to Hill 30 e partes de sua sequência, Earned in Blood, foram usados para recriar cenários em um programa do History Channel de 2005, Brothers in Arms: The Untold Story of the 502. O documentário usa cenas do jogo para descrever as ações reais do 502.º Regimento de Infantaria Paraquedista da 101.ª Divisão Aerotransportada, incluindo personagens reais apresentados nos jogos, como o Tenente-Coronel Robert G. Cole e o Tenente-Coronel Patrick Cassidy. O programa também incluiu entrevistas com o consultor militar John Antal, que ajudou no desenvolvimento do jogo, e com os veteranos do regimento. O documentário foi apresentado por Ron Livingston, conhecido por seu papel como Lewis Nixon na aclamada minisérie Band of Brothers.